# Caenaugochlora silvicola
Caenaugochlora silvicola är en biart som beskrevs av Engel 2007. Caenaugochlora silvicola ingår i släktet Caenaugochlora och familjen vägbin. Inga underarter finns listade.